# John Blitheman
John Blitheman (in einigen Veröffentlichungen fälschlicherweise auch William Blitheman genannt, * 1525; † 23. Mai 1591 in London) war ein englischer Komponist der Renaissance.

## Leben und Werk
William Blitheman wurde 1564 Master of the choristers an der Christ Church in Oxford. 1585 wurde er Organist der Chapel Royal. Sein Schüler und Nachfolger war John Bull.
William Blitheman schrieb zwei vierstimmige Motetten sowie 14 Orgelsätze, die im sogenannten Mulliner Book (von Thomas Mulliner) enthalten sind. Einer dieser Orgelsätze ist auch im Fitzwilliam Virginal Book enthalten. Zwei weitere Orgelsätze aus dem Mulliner Book werden Blitheman zugeschrieben. Seine beiden Choralvariationszyklen für Orgel über die Antiphon Gloria tibi Trinitas und den Hymnus Eterne rerum conditor wurden von John Bull und Jan Pieterszoon Sweelinck zum Vorbild ihrer entsprechenden Zyklen gewählt.